# Cerimònia d'obertura dels Jocs Olímpics d'estiu de 1992

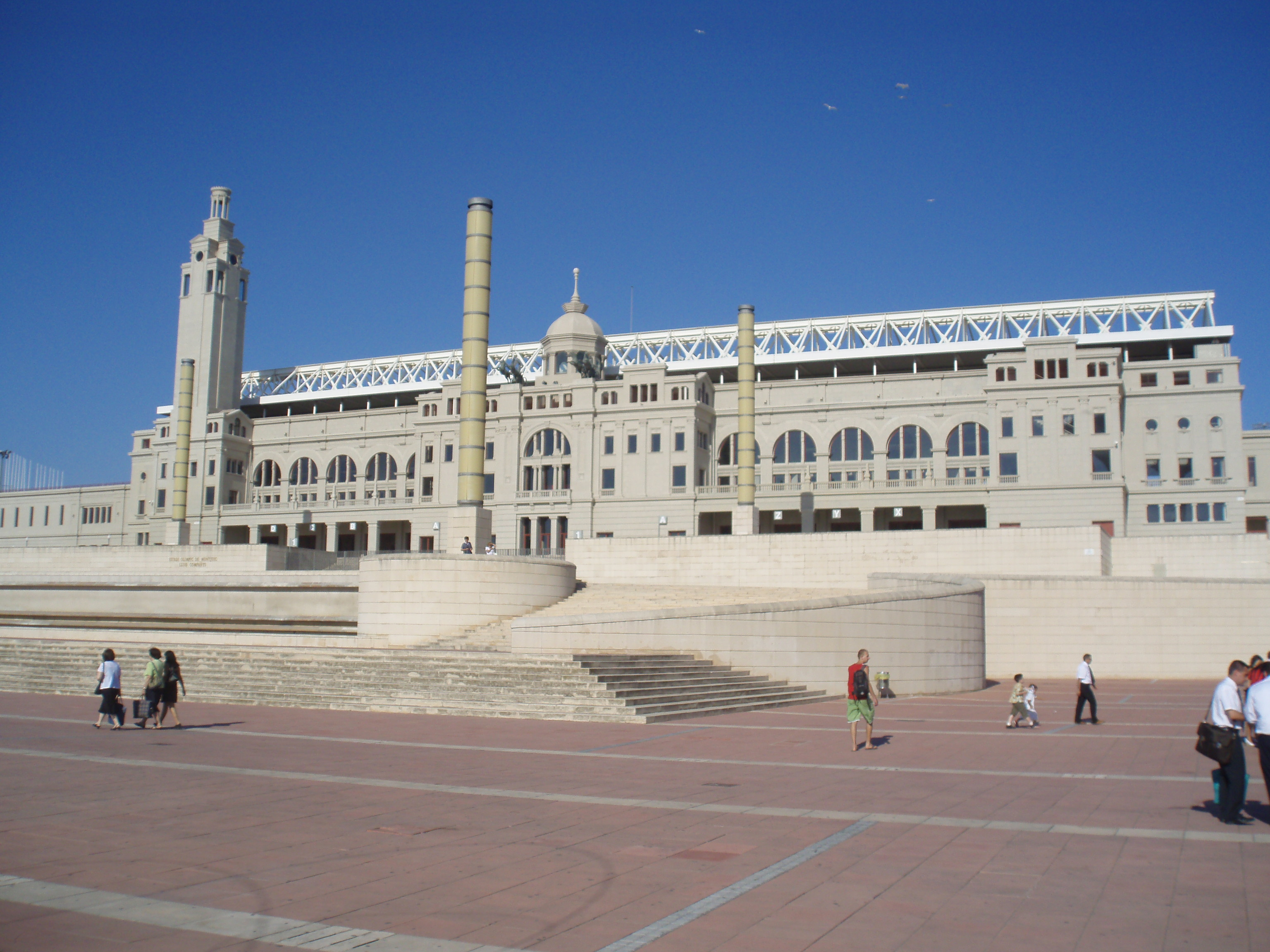
La cerimònia d'obertura dels Jocs Olímpics de Barcelona va tenir lloc a l'Estadi Olímpic Lluís Companys.

La cerimònia d'obertura dels Jocs Olímpics d'Estiu de 1992 tingué lloc el 25 de juliol de 1992 a l'Estadi Olímpic de Barcelona. Significà l'obertura oficial dels Jocs Olímpics. Comptaren amb un rècord de presència d'autoritats incloent-hi 32 caps d'estat i caps de govern del món. Fou presidida pels reis d'Espanya així com l'aleshores President del Govern d'Espanya, Felipe González, el President de la Generalitat de Catalunya Jordi Pujol i l'Alcalde de Barcelona, Pasqual Maragall.

## Cerimònia per parts

### Part 1: Hola
Centenars de persones ballen al ritme de la música de Carles Santos i formen la paraula HOLA i posteriorment el logotip de les olimpíades.

### Part 2: Himnes
Els músics interpreten els himnes català i espanyol a l'entrada dels reis d'Espanya. Posteriorment, uns avions de la Patrulla Àguila creuen el cel.

### Part 3: Benvinguts
600 dansaires ballen la sardana "Benvinguts" interpretada per Josep Carreras i Montserrat Caballé amb la música de La Principal de la Bisbal, acaben formant els Anells Olímpics i posteriorment un cor. Posteriorment, s'interpreta El cant de la Senyera i es deixen anar 1500 coloms en senyal de pau.

### Part 4: Terra de passió
Fan aparició diverses bandes de música tradicional espanyoles interpretant una peça de Luigi Boccherini "Los españoles se divierten en la calle" mentre a l'escenari apareixen figures d'inspiració picassiana com una al·legoria a la pintura i les arts. Plácido Domingo interpreta "Te quiero morena". Cristina Hoyos apareix a cavall i balla una dansa flamenca i diferents ballarins interepreten una sevillana. Alfredo Kraus interpreta "Del cabello más sutil".

### Part 5: El mar mediterrani
Espectacle ideat per La Fura dels Baus, diferents ballarins surten a escena formant un sol, símbol d'Hèrcules que apareix en forma de gegant competint en els primers Jocs Olímpics. Finalment, arriba a les Columnes d'Hèrcules que separa, delimitant l'espai entre el cel i la terra i formant el Mar Mediterrani, interpretat per un miler de figurants. Apareix un vaixell entre les onades, que desplega les veles i es disposa a lluitar contra una sèrie de monstres marins a qui venç gràcies a la intervenció divina fundant al·legòricament la ciutat de Barcelona, com un símbol de la civilització. Per acabar s'interpreta el Virolai i es desplega un mosaic de la ciutat de Barcelona dissenyat per Antoni Miralda. El compositor Ryūichi Sakamoto dirigeix una peça musical composta per ell mateix mentre es mostren imatges de la ciutat i de l'estadi.

### Part 6: Desfilada d'atletes
Les 172 delegacions d'atletes desfilen per la pista encapçalades per la grega, país d'on són originaris els jocs. La delegació Sud-africana desfilà per primer cop en 35 anys, sota la mirada de Nelson Mandela. També desfilà per primer cop l'Alemanya reunificada. Espanya desfilà en darrer lloc com a país organitzador amb el Príncep Felip com abanderat.

### Part 7: Discursos oficials
L'alcalde de Barcelona, Pasqual Maragall pronuncià un discurs en els quatre idiomes oficials dels jocs, català, castellà, anglès i francès, on recordà els Olimpíada Popular de 1936 i la figura de Lluis Companys President de la Generalitat i feu una crida a la pau a Iugoslàvia (en aquells moments estava en curs la Guerra de Bòsnia). Posteriorment, el president del COI, Joan Antoni Samaranch felicità el comitè i a la ciutat per l'organització dels jocs. Finalment, el rei d'Espanya, Joan Carles declarà oberts els jocs a les 22.21h.

### Part 8: La bandera olímpica
Sis atletes espanyols i dos voluntaris (en representació de tot el voluntariat dels jocs) portaren la bandera olímpica mentre la mezzosoprano Agnès Baltsa interpreta "Romiossini" dirigida per Mikis Theodorakis. La bandera s'issà al so de l'Himne Olímpic, interpretat en català i castellà per Alfredo Kraus. Seguidament, s'homenatjà a totes les ciutats que havien organitzat els jocs fins aleshores, amb una desfilada de moda.

### Part 9: La flama olímpica
L'atleta Herminio Menéndez apareix a l'estadi amb la torxa i la traspassa a Juan Antonio San Epifanio que fa l'últim relleu abans d'encendre la fletxa de l'arquer paralímpic Antonio Rebollo que la dispara per encendre el peveter olímpic entre aplaudiments.

### Part 10: Juraments i castells
El regatista Luis Doreste Blanco i l'àrbitre de waterpolo Eugeni Asencio Aguirre en representació dels atletes i dels jutges, respectivament, feren el Jurament Olímpic. Posteriorment, es desplegà una gran bandera olímpica que cobrí tot l'ample de l'estadi on eren els atletes. La música era Amics per sempre amb un arranjament d'Andrew Lloyd Webber. Un cop finalitzada es construïren 12 castells al so de les gralles per part de 16 colles catalanes en representació dels 12 països que aleshores formaven la Unió Europea.

### Part 11: Conclusió
Diversos cantants d'òpera, entre ells Montserrat Caballé, Josep Carreras, Alfredo Kraus, Teresa Berganza, Plácido Domingo i Joan Pons, interpreten diverses peces clàssiques d'òperes, com El barber de Sevilla, Carmen, Rigoletto, Il trovatore i Aïda. Eleazar Colomé, de 13 anys, interpretà l'Himne Europeu. La cerimònia acabà amb un castell de focs.